# Kowalewszczyzna
Kowalewszczyzna – wieś w Polsce położona w województwie podlaskim, w powiecie wysokomazowieckim, w gminie Sokoły.
Do 1954 roku istniała gmina Kowalewszczyzna. W latach 1975–1998 miejscowość administracyjnie należała do województwa łomżyńskiego.
| SIMC    | Nazwa      | Rodzaj    |
| ------- | ---------- | --------- |
| 0405889 | Piaszczyna | część wsi |
| 0405895 | Wyrąb      | część wsi |

Wierni kościoła rzymskokatolickiego należą do parafii Wniebowzięcia Najświętszej Maryi Panny w Waniewie.

## Historia
W I Rzeczypospolitej wieś należała do ziemi bielskiej.
W wieku XVI i XVII wchodziła w skład dóbr Waniewo. Po wybudowaniu dworu w Kowalewszczyźnie częścią dóbr Kowalewszczyzna, należących w XVII w. do Orsettich, w 1830 do Rostworowskich.

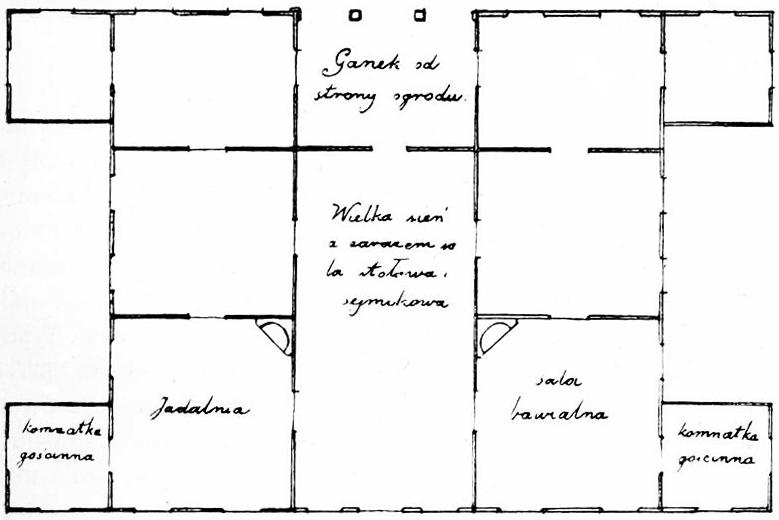
Z. Gloger – Encyklopedia staropolska

Dwór z piękną biblioteką zbudowano w XVII w., rozebrano w 1881 r. Przy dworze ogród, sześć stawów, środkowy w kształcie krzyża. W 1775 w całej majętności znajdowało się 111 domów. Orsetti dokupili do majątku Jeńki i część Waniewa od Szczawińskich. W XIX w. powierzchnia majątku wynosiła 2965 morgów. Po uwłaszczeniu chłopów w majątku zostało 127 włók ziemi
W roku 1748 w Kowalewszczyźnie urodził się Jan Klemens Gołaszewski, biskup wigierski i senator, a w 1858 Stanisław Jakub Rostworowski, ojciec generała Wojska Polskiego II RP Stanisława Janusza Rostworowskiego. W miejscowym dworze przebywała Narcyza Żmichowska, będąca ciotką Romana Rostworowskiego.
W roku 1824 wieś liczyła 30 domów i 198 mieszkańców.
Pod koniec wieku XIX wieś i folwark w powiecie mazowieckim (wcześniej suraskim), gmina Kowalewszczyzna, parafia Waniewo.
W roku 1921 było tu 44 budynki z przeznaczeniem mieszkalnym oraz 279 mieszkańców (137 mężczyzn i 142 kobiety). Wszyscy podali narodowość polską.
W sierpniu 1944 oddziały Wehrmachtu spacyfikowały wieś. W czasie akcji Niemcy zamordowali w pobliskim lesie 14 mieszkańców (nazwiska ofiar zostały ustalone) a wieś doszczętnie spalili.

## Obiekty zabytkowe
- krzyż przydrożny[9].